# Gare centrale de Coblence
La gare centrale de Coblence (en allemand : Koblenz Hauptbahnhof) est la gare principale de la ville de Coblence en Allemagne.

## Situation ferroviaire
La gare de Coblence est situé sur la ligne de Cologne à Mayence, sur la ligne de Coblence à Perl (frontière) via Trèves, sur la ligne Lahntal, ainsi que sur la ligne de Cologne à Wiesbaden (ligne de la rive droite du Rhin.

## Service des voyageurs

### Desserte
De nombreuses lignes nationales desservent la gare. Ces lignes sont assurées par des ICE, des IC et des EC. Quelques destinations en dehors des frontières existent, même avec des trains régionaux.